# Pakistanische Cricket-Nationalmannschaft in Neuseeland in der Saison 2017/18
Die Tour der pakistanischen Cricket-Nationalmannschaft nach Neuseeland in der Saison 2017/18 fand vom 6. bis zum 28. Januar 2018 statt. Die internationale Cricket-Tour war Bestandteil der Internationalen Cricket-Saison 2017/18 und umfasste fünf ODIs und drei Twenty20s. Neuseeland gewann die ODI-Serie mit 5–0, Pakistan die Twenty20-Serie mit 2–1.

## Vorgeschichte
Neuseeland bestritt zuvor eine Tour gegen die West Indies, Pakistan eine Tour gegen Sri Lanka in den Vereinigten Arabischen Emiraten.
Das letzte Aufeinandertreffen der beiden Mannschaften bei einer Tour fand in der Saison 2016/17 in Neuseeland statt.

## Stadien
Die folgenden Stadien sind für die Tour als Austragungsort vorgesehen und am 1. August 2017 bekanntgegeben.
| Stadion                     | Stadt           | Kapazität | Spiele      |
| --------------------------- | --------------- | --------- | ----------- |
| Eden Park                   | Auckland        | 50.000    | 2. T20      |
| University Oval             | Dunedin         | 6.000     | 3. ODI      |
| Seddon Park                 | Hamilton        | 10.000    | 4. ODI      |
| Bay Oval                    | Mount Maunganui | 10.000    | 3. T20      |
| Saxton Oval                 | Nelson          | 6.000     | 2. ODI      |
| Basin Reserve               | Wellington      | 11.000    | 1. & 5. ODI |
| Wellington Regional Stadium | Wellington      | 34.500    | 1. T20      |

## Kaderliste
Pakistan benannte seinen ODI-Kader am 23. Dezember 2017 und seinen Twenty20-Kader am 10. Januar 2018.
Neuseeland genannte seinen ODI_Kader am 1. Januar und seinen Twenty20-Kader am 16. Januar 2018.
| ODI | ODI | Twenty20 | Twenty20 |
| Neuseeland | Pakistan | Neuseeland | Pakistan |
| --- | --- | --- | --- |
| - Kane Williamson (K) - Tim Southee (VK) - Todd Astle - Trent Boult - Doug Bracewell - Lockie Ferguson - Colin de Grandhomme - Martin Guptill - Matt Henry - Tom Latham (wk) - Colin Munro - Henry Nicholls - Seth Rance - Mitchell Santner - Ross Taylor - George Worker | - Sarfraz Ahmed (K, wk) - Aamer Yamin - Azhar Ali - Babar Azam - Faheem Ashraf - Fakhar Zaman - Haris Sohail - Hasan Ali - Imam-ul-Haq - Mohammad Amir - Mohammad Hafeez - Mohammad Nawaz - Rumman Raees - Shadab Khan - Shoaib Malik - Umar Amin | - Kane Williamson (K) - Tom Blundell - Trent Boult - Tom Bruce - Colin de Grandhomme - Lockie Ferguson - Martin Guptill - Anaru Kitchen - Colin Munro - Glenn Phillips (wk) - Seth Rance - Mitchell Santner - Ish Sodhi - Tim Southee - Ross Taylor - Ben Wheeler | - Sarfraz Ahmed (K, wk) - Aamer Yamin - Ahmed Shehzad - Babar Azam - Faheem Ashraf - Fakhar Zaman - Haris Sohail - Hasan Ali - Mohammad Amir - Mohammad Hafeez - Mohammad Nawaz - Rumman Raees - Shadab Khan - Shoaib Malik - Umar Amin |

## Tour Match
| 3. Januar Scorecard | Nelson | Pakistanis 341-9 (50)           | – | New Zealand XI 221 (47.1) |
|                     |        | Pakistanis gewinnt mit 120 Runs |   |                           |

## One-Day Internationals

### Erstes ODI in Wellington
| 6. Januar Scorecard | Wellington (BR) | Neuseeland 315-7 (50)                       | – | Pakistan 166-6 (30.1/30.1) |
|                     |                 | Neuseeland gewinnt mit 61 Runs (D/L method) |   |                            |

### Zweites ODI in Nelson
| 9. Januar Scorecard | Nelson | Pakistan 246-9 (50)                           | – | Neuseeland 151-2 (23.5) |
|                     |        | Neuseeland gewinnt mit 8 Wickets (D/L method) |   |                         |

### Drittes ODI in Dunedin
| 13. Januar Scorecard | Dunedin | Neuseeland 257 (50)             | – | Pakistan 74 (27.2) |
|                      |         | Neuseeland gewinnt mit 183 Runs |   |                    |

### Viertes ODI in Hamilton
| 16. Januar Scorecard | Hamilton | Pakistan 262-8 (50)              | – | Neuseeland 263-5 (45.5) |
|                      |          | Neuseeland gewinnt mit 5 Wickets |   |                         |

### Fünftes ODI in Wellington
| 19. Januar Scorecard | Wellington (BR) | Neuseeland 271-7 (50)          | – | Pakistan 256 (49) |
|                      |                 | Neuseeland gewinnt mit 15 Runs |   |                   |

## Twenty20 Internationals

### Erstes Twenty20 in Wellington
| 22. Januar Scorecard | Wellington (WS) | Pakistan 105 (19.4)              | – | Neuseeland 106-3 (15.5) |
|                      |                 | Neuseeland gewinnt mit 7 Wickets |   |                         |

### Zweites Twenty20 in Auckland
| 25. Januar Scorecard | Auckland | Pakistan 201-4 (20)          | – | Neuseeland 153 (18.3) |
|                      |          | Pakistan gewinnt mit 48 Runs |   |                       |

### Drittes Twenty20 in Mount Maunganui
| 28. Januar Scorecard | Mount Maunganui | Pakistan 181-6 (20)          | – | Neuseeland 163-6 (20) |
|                      |                 | Pakistan gewinnt mit 18 Runs |   |                       |